# Wilhelmus de Bekker

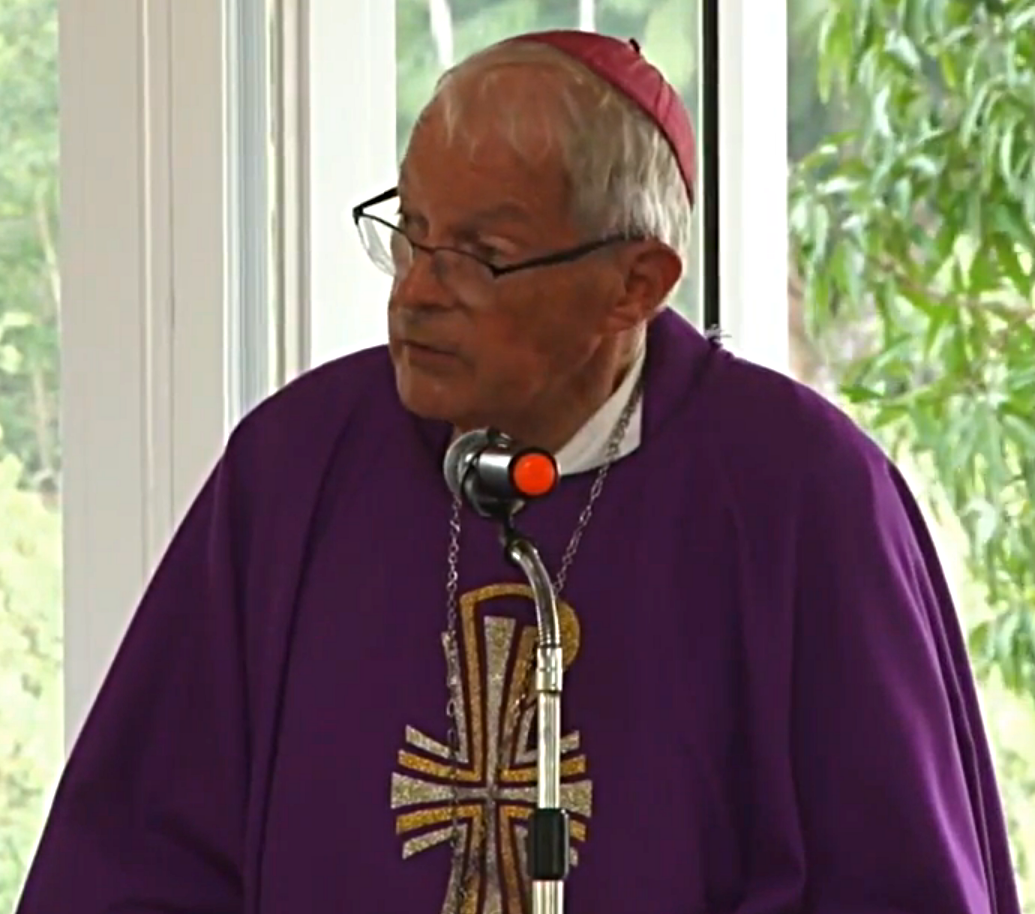
Wilhelmus Adrianus Josephus Maria de Bekker

Wilhelmus Adrianus Josephus Maria de Bekker (* 27. April 1939 in Helmond, Niederlande) ist ein niederländischer römisch-katholischer Geistlicher und emeritierter Bischof von Paramaribo.

## Leben
Nach dem Studium der Rechtswissenschaften besuchte Bekker die Katholische Universität Nimwegen, wo er ein Lizenziat in Anthropologie erwarb. Nach Abschluss des Studiums ging er nach Suriname, wo er im Catholic Board of Education tätig war und sich vor allem für die Marrons und die Nachkommen der indigenen Bevölkerung im Landesinneren engagierte. Außerdem leitete er die „Pater Albrink“-Stiftung. In Suriname setzte er unter Leitung des Bischofs seine kirchlichen Studien fort und nahm an einem missionswissenschaftlichen Studienprogramm der Universität Nimwegen teil.
1984 wurde er in den Niederlanden zum Diakon und am 25. Mai 1985 in Paramaribo zum Priester geweiht. Danach hatte er folgende Ämter inne: Pfarrvikar, Leiter des Catholic Board of Education, Generalvikar und Administrator der Diözese Paramaribo.
1998 wurde er zum Mitglied des Ordens von Oranien-Nassau ernannt.
Am 12. November 2004 wurde er zum Bischof von Paramaribo ernannt. Die Bischofsweihe spendete ihm am 30. Januar 2005 der Bischof von Rotterdam, Adrianus Herman van Luyn SDB; Mitkonsekratoren waren der Erzbischof von Port of Spain, Edward Joseph Gilbert CSsR, und der Erzbischof von Kingston in Jamaika, Lawrence Aloysius Burke SJ.
Am 31. Mai 2014 nahm Papst Franziskus seinen altersbedingten Rücktritt an.